# La apuesta transhumanista
The Transhumanist Wager (La apuesta transhumanista) es una novela de ciencia ficción de 2013 del autor estadounidense Zoltan Istvan. La novela sigue la vida de Jethro Knights, un filósofo cuyos esfuerzos por promover el transhumanismo finalmente conducen a una revolución global. Fue la ganadora del primer lugar en ficción visionaria en los International Book Awards.

## Trama
El protagonista Jethro Knights estudia filosofía y navega por todo el mundo para promover la extensión de la vida indefinida, deseando vivir eternamente a través de la medicina, la ciencia y la tecnología. El interés amoroso y médico Zoe Bach, mientras comparte el transhumanismo filosófico de los Caballeros, lo desafía con su absoluta creencia en el más allá, insistiendo en que la muerte es parte de la vida. Mientras tanto, en Estados Unidos, los transhumanistas están siendo atacados y asesinados por terroristas cristianos en connivencia con el popular antitranshumanista Reverend Belinas.
Después de su viaje en barco, los Caballeros sufren una devastadora tragedia personal a manos de fundamentalistas cristianos. Al mismo tiempo, el gobierno de los Estados Unidos se vuelve más teocrático y criminaliza la investigación transhumanista, lo que llevó a los Caballeros a construir una ciudad flotante independiente y un estado soberano, Transhumania, para que la investigación pueda continuar. Los gobiernos de todo el mundo acaban por temerle a la ciencia radical que se está creando en Transhumania y atacan la ciudad costera. Transhumania se defiende con éxito y los Caballeros intentan establecer una civilización de inspiración transhumana.

## Recepción
Las valoraciones de la novela han sido en su mayoría positivas[cita requerida]. Además, el tema ha sido recibido con entusiasmo por los sitios que se centran en temas como la singularidad, la inteligencia artificial y cuestiones futuristas. Los críticos han comparado al protagonista Jethro Knights con el personaje John Galt, de la novela Atlas Shrugged de Ayn Rand. Otros han comparado el libro de Istvan con la novela filosófica Zen y el arte del mantenimiento de motocicletas de Robert Pirsig o con las obras de Robert A. Heinlein.
La apuesta transhumanista ha sido ampliamente debatida entre los futuristas y ha ayudado a popularizar el transhumanismo.
El libro también ha sido criticado por algunos transhumanistas por ser abiertamente libertario, anti-igualitario y totalitario, al tiempo que está de acuerdo con el objetivo de prolongar la vida y admira el poder del protagonista. El mismo Istvan admite que, de alguna manera, Jethro posiblemente va demasiado lejos, y que uno de los propósitos principales de escribir el libro fue iniciar una discusión en el público en general sobre la extensión de la vida y el transhumanismo.

## Filosofía
El libro presenta la filosofía TEF (Funcionalismo Egocéntrico Teleológico), las Tres Leyes del Transhumanismo de Istvan y el concepto de hacer una apuesta transhumanista. El TEF tiene como objetivo establecer un sistema moral no religioso y más fuerte en las personas y la sociedad necesarias para hacer frente con éxito al cambio tecnológico venidero. Istvan afirma:

"TEF se basa en la lógica, una apuesta simple que todo ser humano enfrenta:

Si un ser humano racional ama y valora la vida, querrá vivir el mayor tiempo posible: el deseo de ser inmortal. Sin embargo, es imposible saber si serán inmortales una vez que mueran. No hacer nada no ayuda a las probabilidades de alcanzar la inmortalidad, ya que parece evidente que todos morirán algún día y posiblemente dejarán de existir. Intentar hacer algo científicamente constructivo para asegurar la inmortalidad de antemano es la conclusión más lógica ".

Las tres leyes del transhumanismo de Istvan son:[cita requerida]
1. Un transhumanista debe salvaguardar la propia existencia por encima de todo.
2. Un transhumanista debe esforzarse por lograr la omnipotencia lo más rápidamente posible, siempre y cuando las acciones de uno no entren en conflicto con la Primera Ley.
3. Un transhumanista debe salvaguardar el valor en el universo, siempre que las acciones de uno no entren en conflicto con la Primera y Segunda Ley.